# آنجزا شاهینی
آنجزا شاهینی (به انگلیسی: Anjeza Shahini) (زاده ۴ می ۱۹۸۷) خواننده آلبانیایی است.
او در مسابقه آواز یوروویژن ۲۰۰۴ نماینده آلبانی بود.